# Tractats de la Unió Europea
Els Tractats de la Unió Europea són els textos constitucionals bàsics de la Unió Europea (UE). S'hi estableixen els objectius de la Unió i estableixen les diverses institucions que estan destinades a assolir aquests objectius.

## Tractats en funció

### Tractats fundacionals
La Unió Europea en l'actualitat es basa en quatre tractats fundacionals:
- El Tractat de París constitutiu de la Comunitat Europea del Carbó i de l'Acer (CECA), signat a la ciutat de París el 18 d'abril de 1951.
- El Tractat de Roma constitutiu Comunitat Econòmica Europea (CEE), que es va signar el 25 de març de 1957 a la ciutat de Roma.
- El Tractat de Roma constitutiu de la Comunitat Europea de l'Energia Atòmica (Euratom), signat a Roma el mateix dia que l'anterior.
- El Tractat de Maastricht[2] o Tractat de la Unió Europea, signat a la ciutat de Maastricht el 7 de febrer de 1992 i que va entrar en vigor l'1 de novembre 1993, va suposar canviar el nom de la Comunitat Econòmica Europea (CEE) pel de Comunitat Europea", introduint noves estructures intergovernamentals per a plantar cara als aspectes de la Política Exterior i Seguretat Comuna i Justícia i Afers Interiors. L'estructura formada pels anomenats Tres Pilars és el que es denominarà posteriorment Unió Europea, l'àmbit d'actuació de la qual és tant polític com econòmic.

### Tractats modificats
De vegades s'han produït reformes de gran abast comportant principals canvis institucionals així com la introducció de noves àrees de responsabilitat de les institucions europees: 
- El Tractat de fusió de les Comunitats Europees o Tractat de Brussel·les, signat a la ciutat de Brussel·les el 8 d'abril del 1965.[3] En aquest tractat es creà una Comissió única i un Consell conjunt de tres Comunitats Europees existents (CECA, CEE i Euratom).
- L'Acta Única Europea, signada a la ciutat de Luxemburg i La Haia el 17 i 28 de febrer de 1986 respectivament. En aquest tractat es va establir el marc legal del Consell Europeu[4] van realitzar les adaptacions necessàries per a la consecució del mercat comú de la Unió, que posteriorment esdevindria Espai Econòmic Europeu.
- El Tractat d'Amsterdam, signat a la ciutat d'Amsterdam el 2 d'octubre de 1997, va comportar: 
  - la simplificació de la presa de decisions i la integració de la Política Exterior i Seguretat Comuna sota un mateix paraigua. Es va transferir, així mateix, la política d'asil, la migració i la cooperació judicial en matèria civil a l'esfera de les decisions supranacionals (el "primer pilar"). També va afegir noves disposicions sobre política social i ocupació i va integrar l'Acord de Schengen.
  - la modificació i reenumeració dels Tractats de la UE i CE. Els articles del Tractat de Maastricht que en el document original eren identificats per les lletres de la "A" a la "S" es modifiquen en forma numèrica.
- El Tractat de Niça, signat a la ciutat de Niça el 26 de febrer de 2001, va comportar:
  - la preparació de la futura ampliació de la UE, establint un límit màxim per al nombre de membres del Parlament Europeu (732) i de la Comissió Europea (25). Aquesta última disposició significa que els països més grans que anteriorment havien tingut dos comissaris designats en el futur només en tindran un.
  - l'aplicació de La votació per majoria qualificada en el Consell de la Unió Europea i la supressió del dret nacional al vet. Fou introduït el concepte de "cooperació reforçada" per als països que desitgin assolir vincles més estrets en àrees en les quals altres estats hi estan en desacord.

### Tractats d'adhesió
Els tractats fundacionals s'han modificat (d'una manera més limitada) després que un nou Estat membre s'ha adherit: 
- 1973: Actes d'adhesió de Dinamarca, Irlanda, Noruega i el Regne Unit, signat a Brussel·les el 22 de gener de 1972. Finalment Noruega es va negar a ratificar-lo i no va unir-se a la CEE.
- 1981: Acta d'adhesió de Grècia, signat a Atenes el 28 de maig de 1979.
- 1986: Actes d'adhesió d'Espanya i Portugal, signat a Madrid i Lisboa el 12 de juny de 1985.
- 1995: Actes d'adhesió d'Àustria, Suècia, Finlàndia i Noruega, signat a Corfú el 24 de juny 1994. Noruega, un altre cop, es negà a ratificar el tractat i fou novament no admesa a la Unió.
- 2004: Tractat d'adhesió de 2003 signat a Atenes el 16 d'abril de 2003 per part d'Eslovènia, Eslovàquia, Estònia, Hongria, Letònia, Lituània, Malta, Polònia, República Txeca i Xipre.
- 2007: Tractat d'adhesió de 2005 signat a Luxemburg el 13 d'abril de 2005 per Bulgària i Romania.

### Tractats Pressupostaris
Finalment s'han produït dos tractats pressupostaris: 
- El Tractat de Pressupostos de 1970 (concretament "Tractat pel qual es modifica algunes disposicions pressupostàries dels Tractats constitutius de les Comunitats Europees i del Tractat constitutiu d'un Consell únic i una Comissió única de les Comunitats Europees"). Fou signat a la ciutat de Luxemburg el 22 d'abril de 1970 i va comportar cedir al Parlament Europeu l'última paraula sobre el que es coneix com a "despeses no obligatòries". Va entrar en vigor l'1 de gener de 1971.
- El Tractat de Pressupostos de 1975 (concretament "Tractat pel qual es modifica algunes disposicions financeres del Tractat constitutiu de la Comunitat Europea i del Tractat constitutiu d'un Consell únic i una Comissió única de les Comunitats Europees"). Fou signat a la ciutat de Brussel·les el 22 de juliol de 1975 i va comportar cedir al Parlament Europeu el poder de rebutjar el pressupost de la Comissió en el seu conjunt, així com la creació del Tribunal de Comptes Europeu.[5] Va entrar en vigor l'1 de juny de 1977.

## Tractats no ratificats
El Tractat d'institució d'una Comunitat Europea de Defensa, tractat formulat per a la creació d'un organisme paneuropeu de les forces de defensa i la combinació dels exèrcits nacionals en virtut d'una estructura supranacional. Va ser signat el 27 de maig de 1952 però l'Assemblea Nacional Francesa es va negar a ratificar-lo. Aquest tractat era el primer impuls de la creació d'una Comunitat Política Europea, tractat que es va arribar a redactar però que fou abandonat després de la no ratificació del no abandonats després de la ratificació del Tractat CED.
El Tractat pel qual s'estableix una Constitució per a Europa amb la intenció de consolidar, simplificar i substituir l'actual conjunt de la superposició dels tractats fou signat el 29 d'octubre de 2004, condicionat a la seva ratificació per tots els Estats membres. Durant el procés de ratificació, França (el 29 de maig de 2005) i, a continuació, els Països Baixos (l'1 de juny del mateix any) van rebutjar el tractat en referèndums.
Arran de la no ratificació de la Constitució, el Tractat de Reforma o Tractat de Lisboa fou acordat a la ciutat de Lisboa el 19 d'octubre de 2007 en una reunió informal dels líders europeus amb la intenció de superar el procés de paràlisi de reforma de la Unió Europea. Fou signat el 13 de desembre de 2007 i, després de la ratificació per part dels Estats membres durant l'any 2008, s'espera que entri en vigor el 2009.